# Cidade Administrativa de Pontevedra
A Cidade Administrativa de Pontevedra (ou Edificio Central da Xunta de Galicia em Pontevedra ) é um complexo de escritórios concebido para albergar os vários serviços públicos da Junta da Galiza em Pontevedra, Espanha. O edifício acolhe muitos dos departamentos da administração galega e foi projectado pelos arquitectos Manuel Gallego Jorreto e Jacobo Rodríguez-Losada Allende.

## Localização
A Cidade Administrativa de Pontevedra está situada na Avenida María Victoria Moreno, 43, no bairro de Campolongo.

## História
O edifício, concebido para reunir os serviços administrativos da Junta da Galiza na província de Pontevedra que anteriormente se encontravam espalhados pela cidade, foi previsto já nos anos 90 do século XX, mas só no início dos anos 2000 é que a ideia foi finalmente implementada.,
A 12 de junho de 2002, a Câmara Municipal de Pontevedra e o Ministério da Defesa espanhol assinaram um acordo para transformar o terreno do antigo quartel de Campolongo (datado de 1924 para as expropriações e de 1933 para as obras de construção) numa cidade administrativa e residencial.
O processo de selecção para o projecto arquitectónico teve início em Agosto de 2003.. A concepção do edifício administrativo em Campolongo foi escolhida de entre seis projectos a 27 de Dezembro de 2004. A Junta da Galiza escolheu o projecto dos arquitectos Manuel Gallego Jorreto e Jacobo Rodríguez-Losada Allende e a construtora San José para construir a sua nova sede em Pontevedra
As obras na cidade administrativa começaram em abril de 2005. e a demolição do antigo quartel de artilharia foi concluída em julho de 2005
As obras foram concluídas em 2008 e a Junta da Galiza anunciou a mudança dos serviços administrativos. O gabinete provincial da Presidência foi o primeiro a chegar a 15 de dezembro de 2008 e a cidade administrativa foi inaugurada a 16 de dezembro de 2008.,

## Descrição
Este complexo é representativo da arquitetura moderna em voga nos anos 2000. A cidade administrativa de Pontevedra ocupa 12.501 metros quadrados nos terrenos do antigo quartel de Campolongo e alberga 1000 funcionários públicos.,
A cidade administrativa é constituída por vários edifícios interligados. O edifício principal baseia-se em três andares que ocupam todo o cumprimento do espaço edificado, no centro dos quais se encontram duas torres gémeas de dez andares.. Toda a fachada é constituída por grandes janelas longitudinais que fornecem muita luz. O edifício tem vários jardins interiores e uma praça pavimentada na frente. Os pátios interiores e as claraboias dão acesso à luz natural. O edifício tem um total de duas caves, uma semi-cave e dez andares
O edifício contém 42.404 metros quadrados de escritórios e espaços para laboratórios, arquivos, armazém, sala de conferências, biblioteca, salas de formação, oficinas e uma cafetaria.,
O interior do edifício está concebido como um recipiente para grandes espaços de trabalho abertos que podem ser subdivididos. O interior não tem pilares intermédios, mas sim vigas periféricas.. A cidade administrativa aloja todos os gabinetes provinciais com excepção do Gabinete de Obras Públicas, Habitação e Terrenos (localizado na rua Alcalde Hevia num edifício datado de 1993) e alguns serviços do Gabinete de Saúde (localizado na avenida de Vigo num edifício datado de 1920) O edifício alberga também a sede da polícia regional da Galiza, uma creche e um posto dos correios, este último a partir de abril de 2014. A Xunta de Galicia tem também outro edifício em Pontevedra, na Rua Benito Corbal, 47.
O edifício está separado da Avenida María Victoria Moreno por um grande espaço verde, o Parque María Vinyals, de 9.125 metros quadrados. O parque absorve parte da sombra projetada pelo edifício, reduzindo ao mesmo tempo o seu impacto visual.
A cidade administrativa tem também um parque de estacionamento subterrâneo com uma capacidade de 716 veículos no complexo residencial vizinho. Foi inaugurado a 15 de março de 2009.

## Galeria de imagens

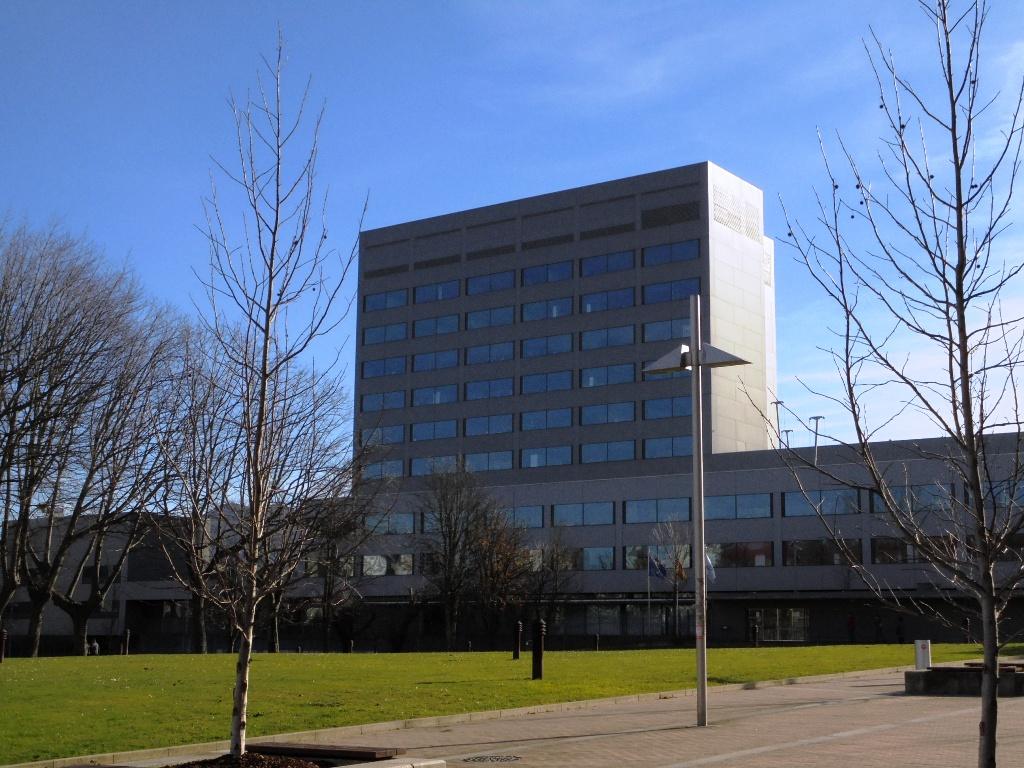
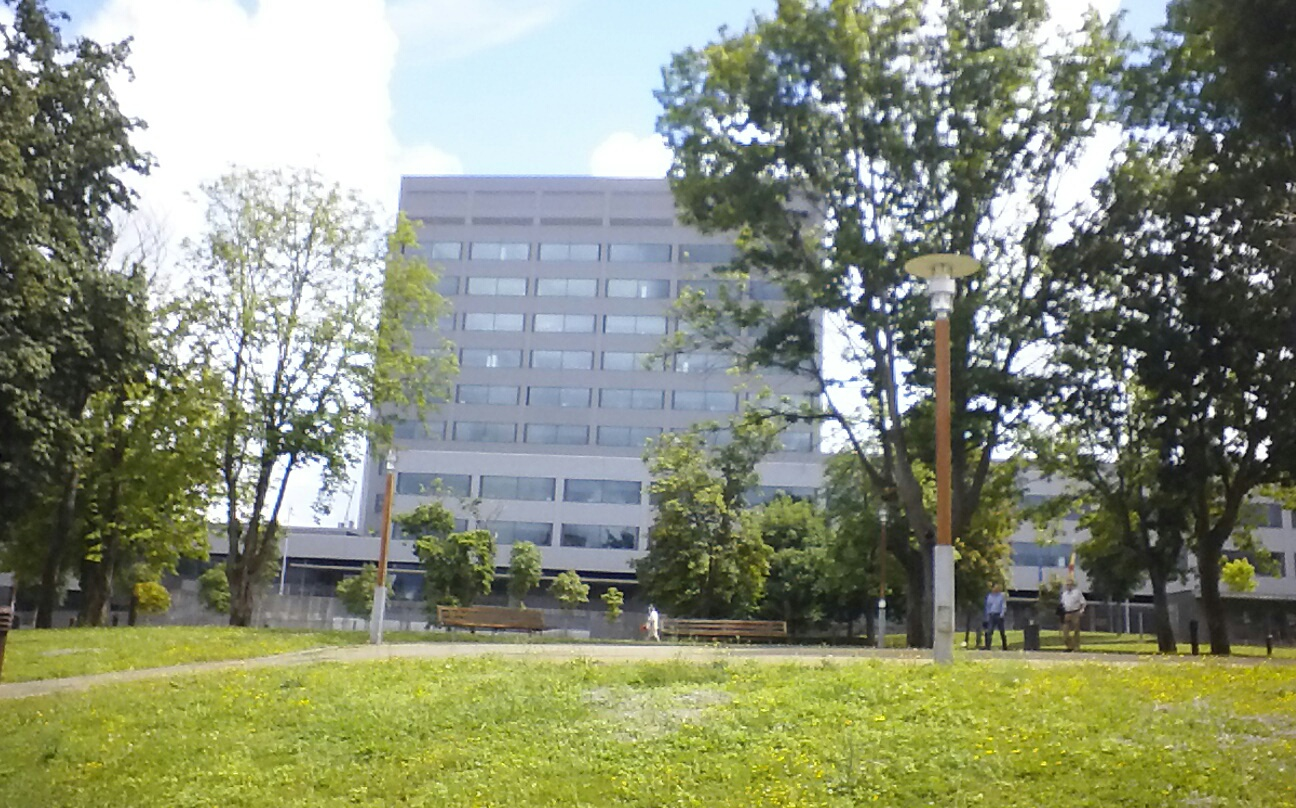
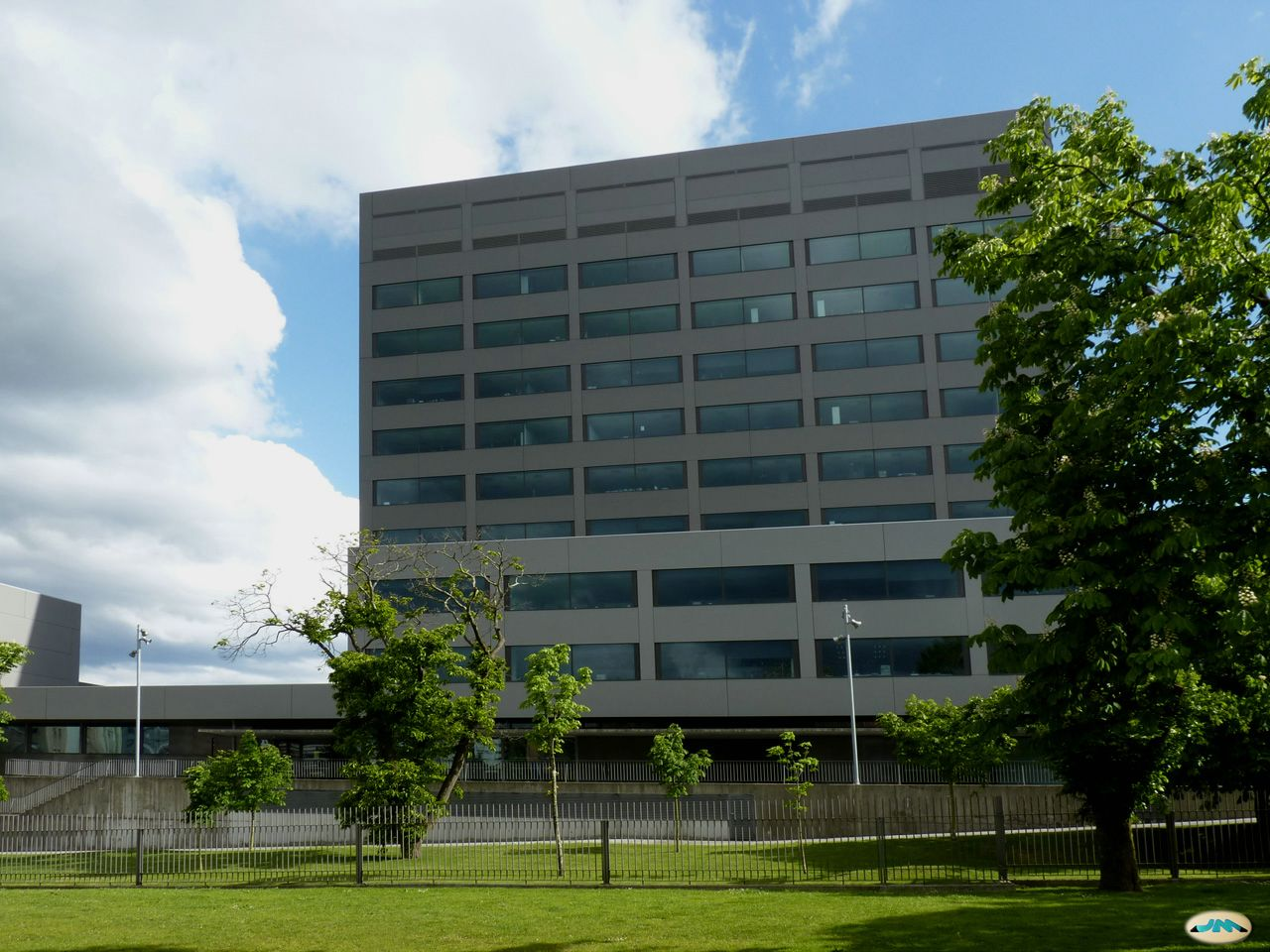
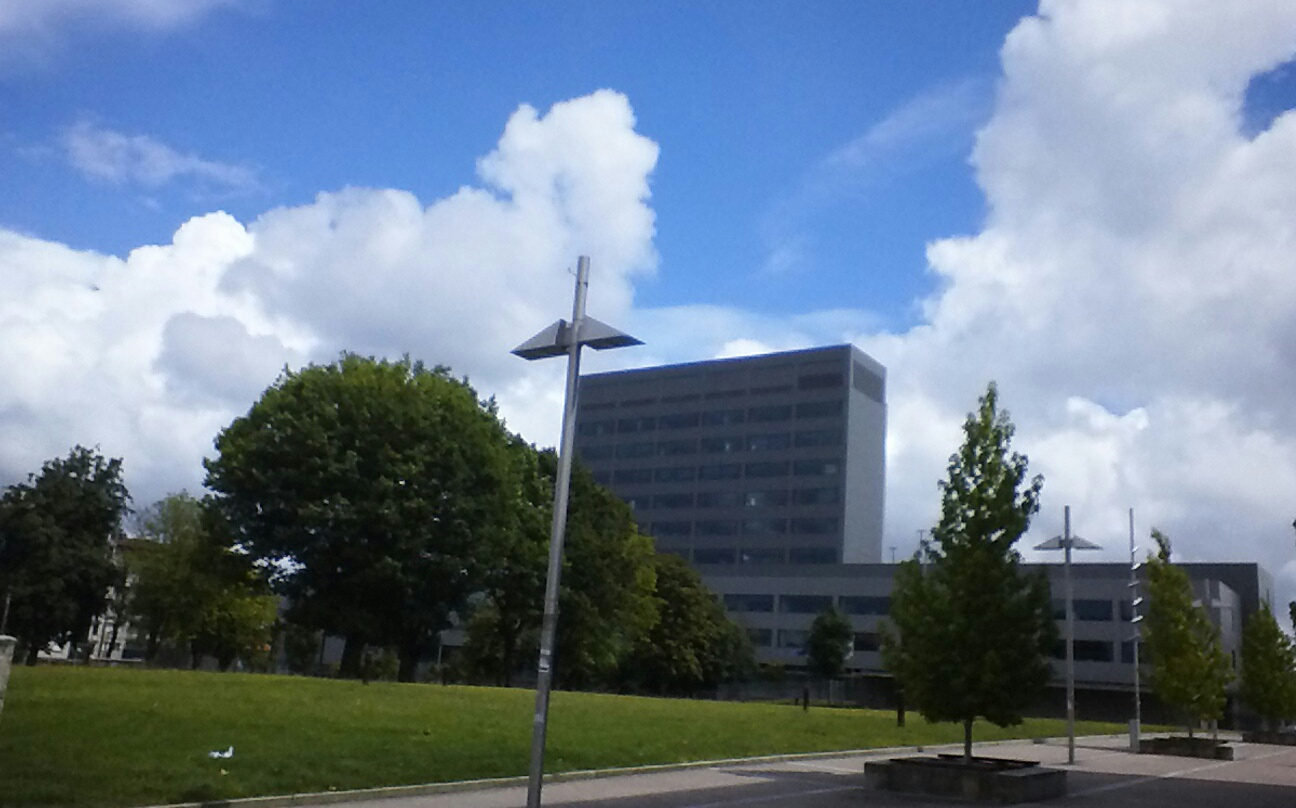
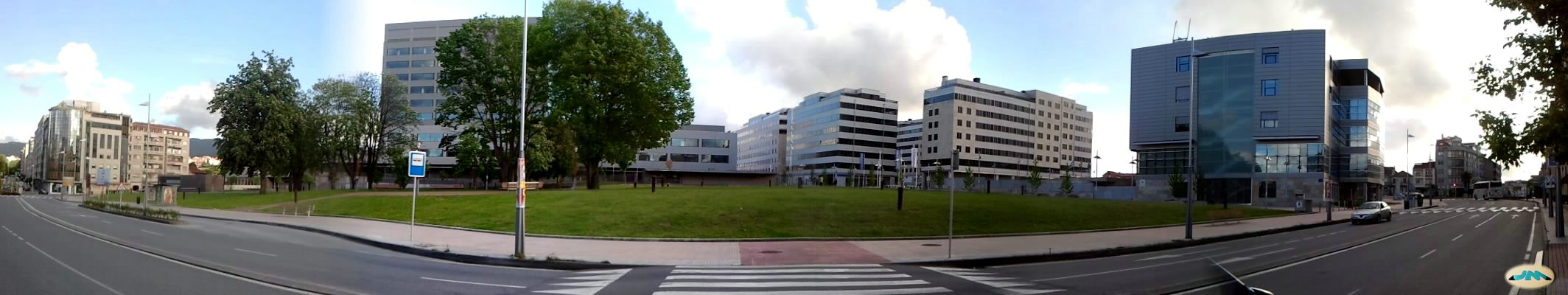
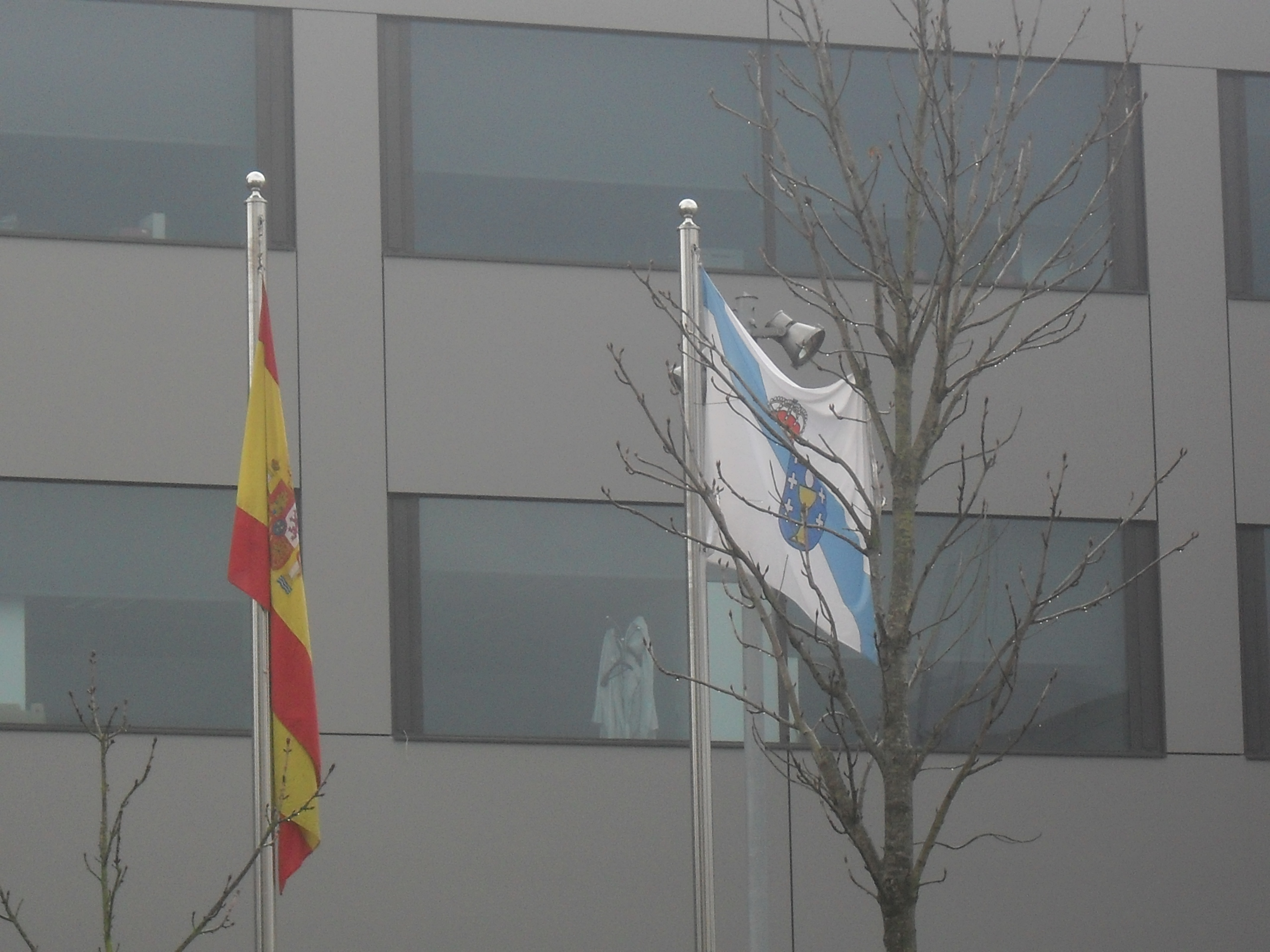
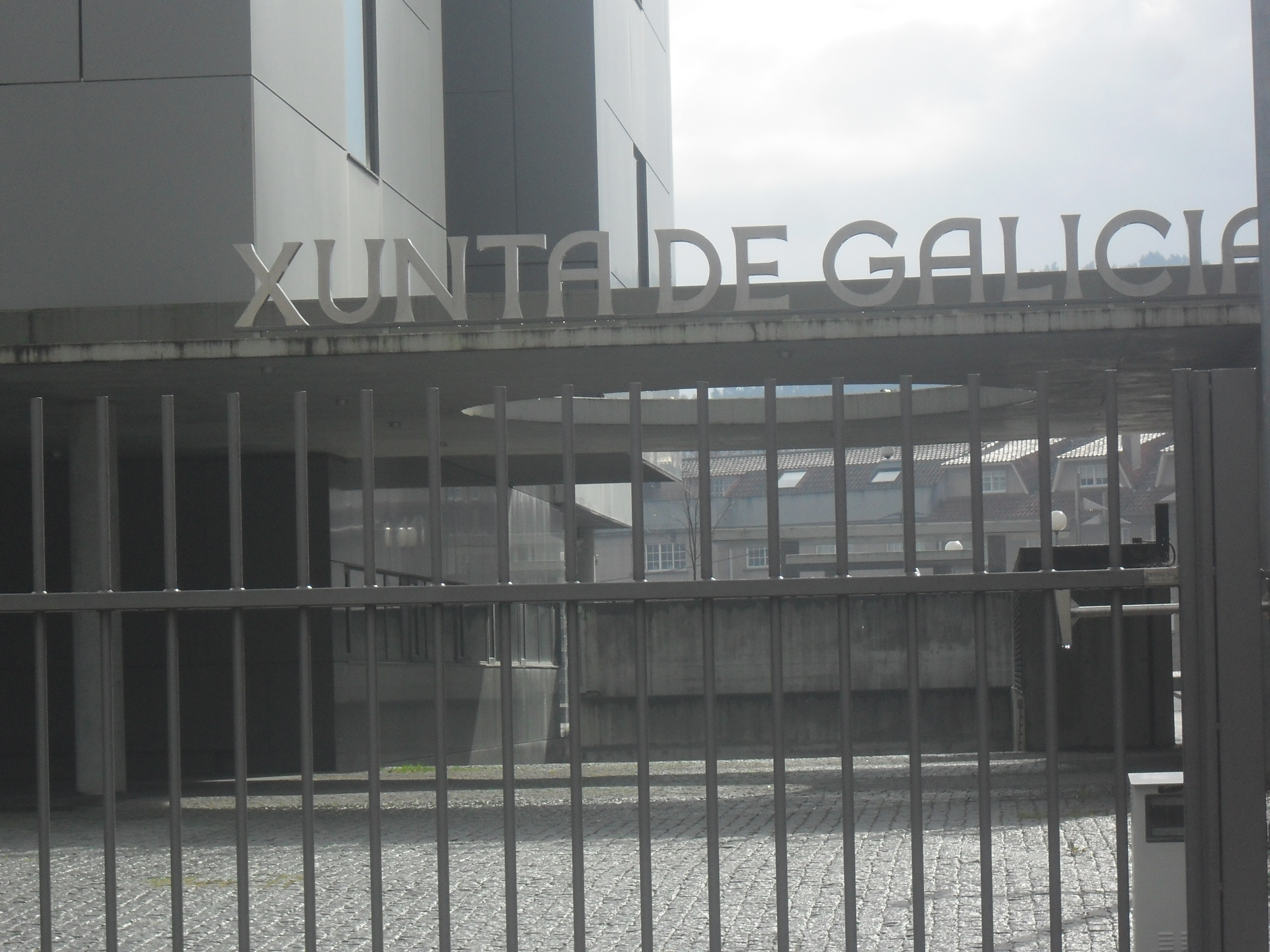
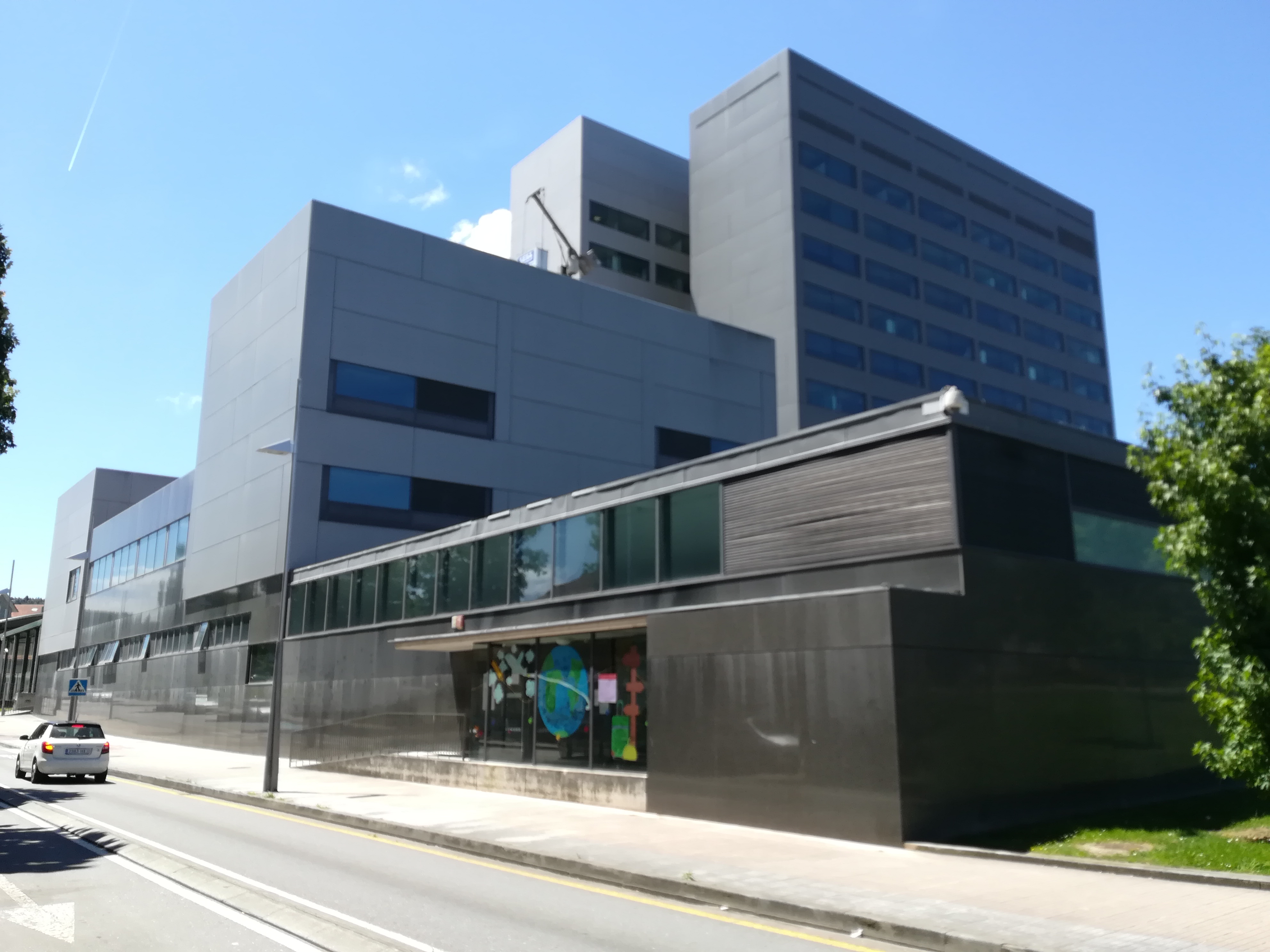
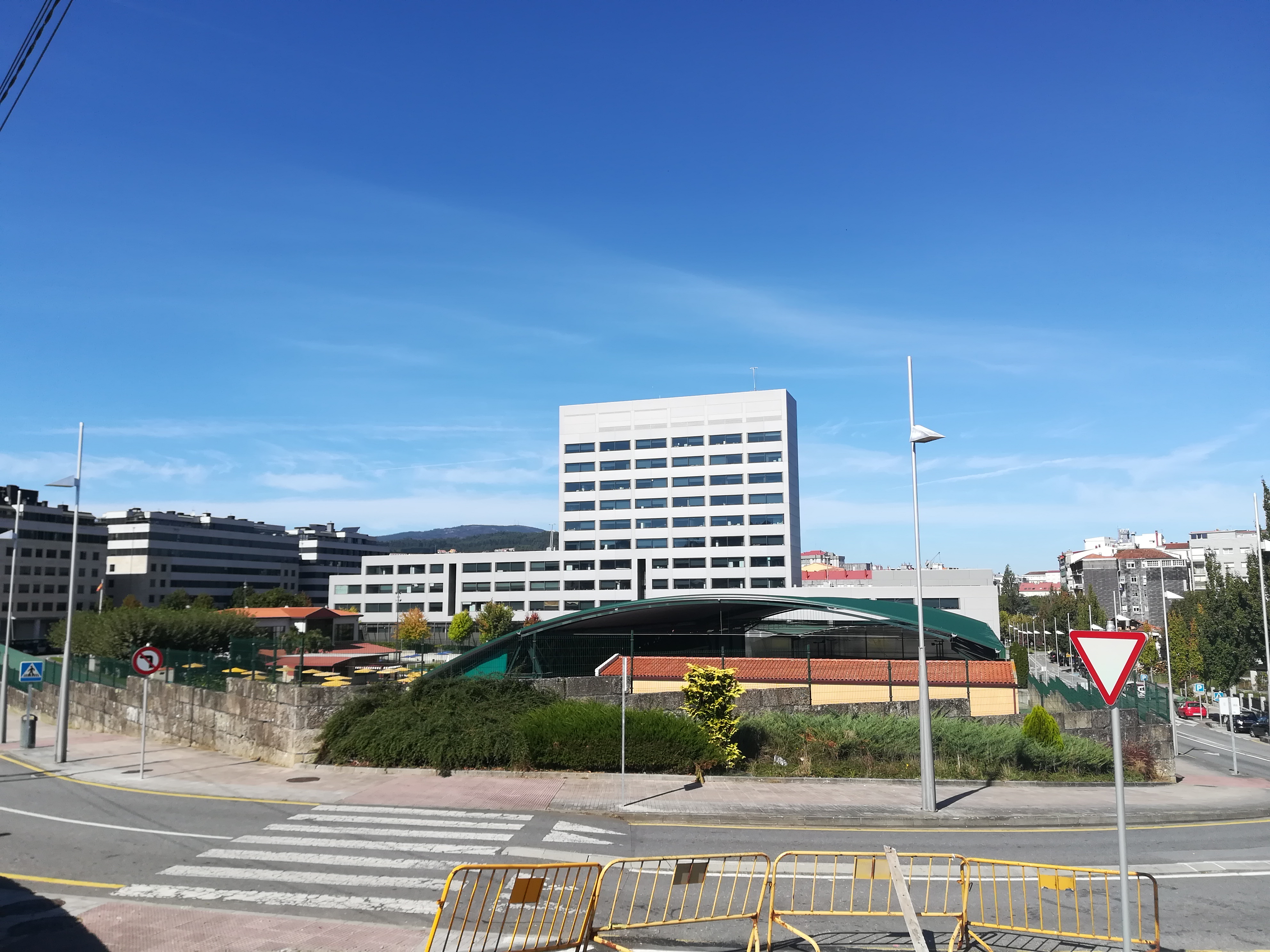
Fachada sul
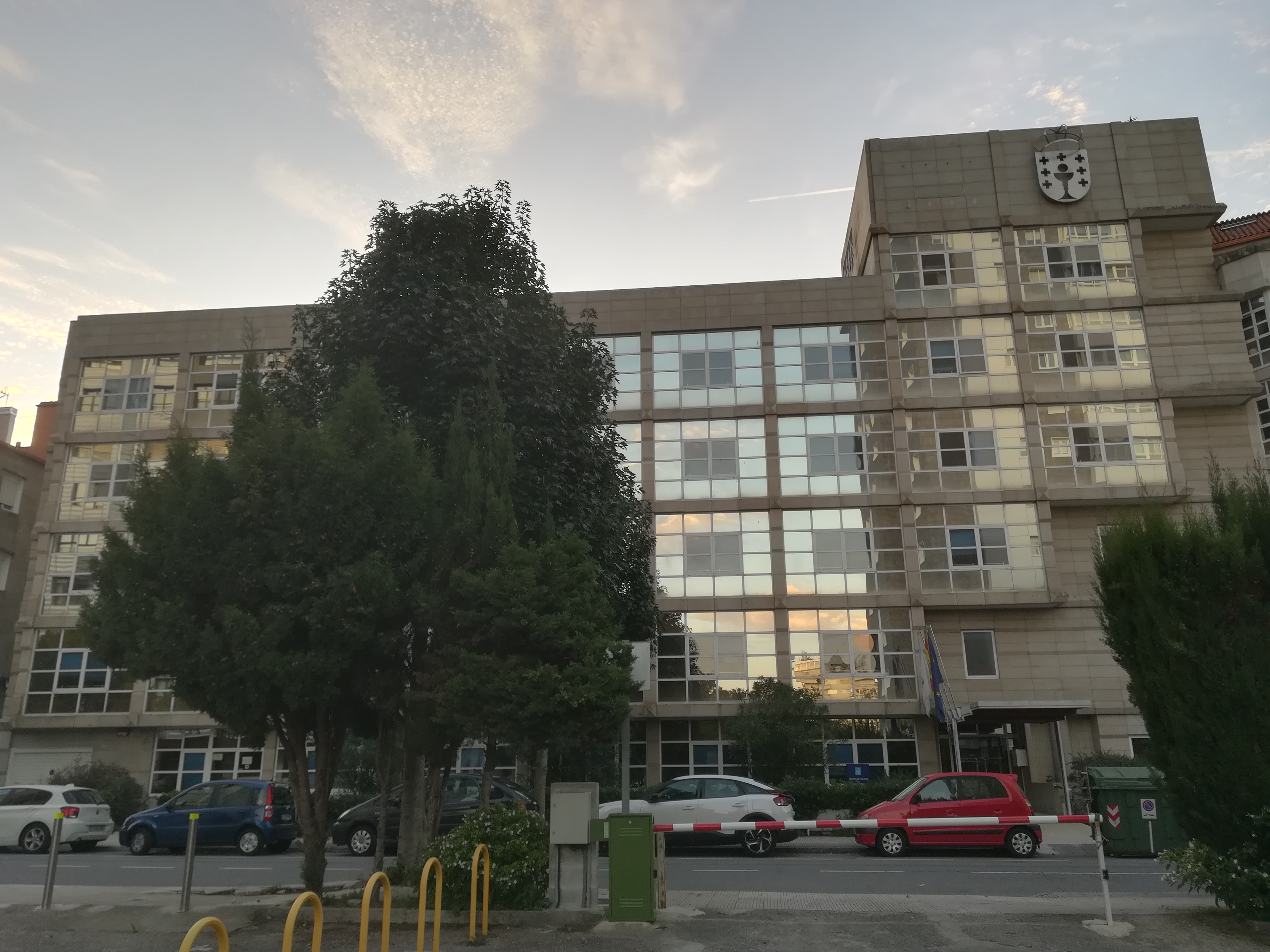
Gabinete de Habitação na rua Alcalde Hevia
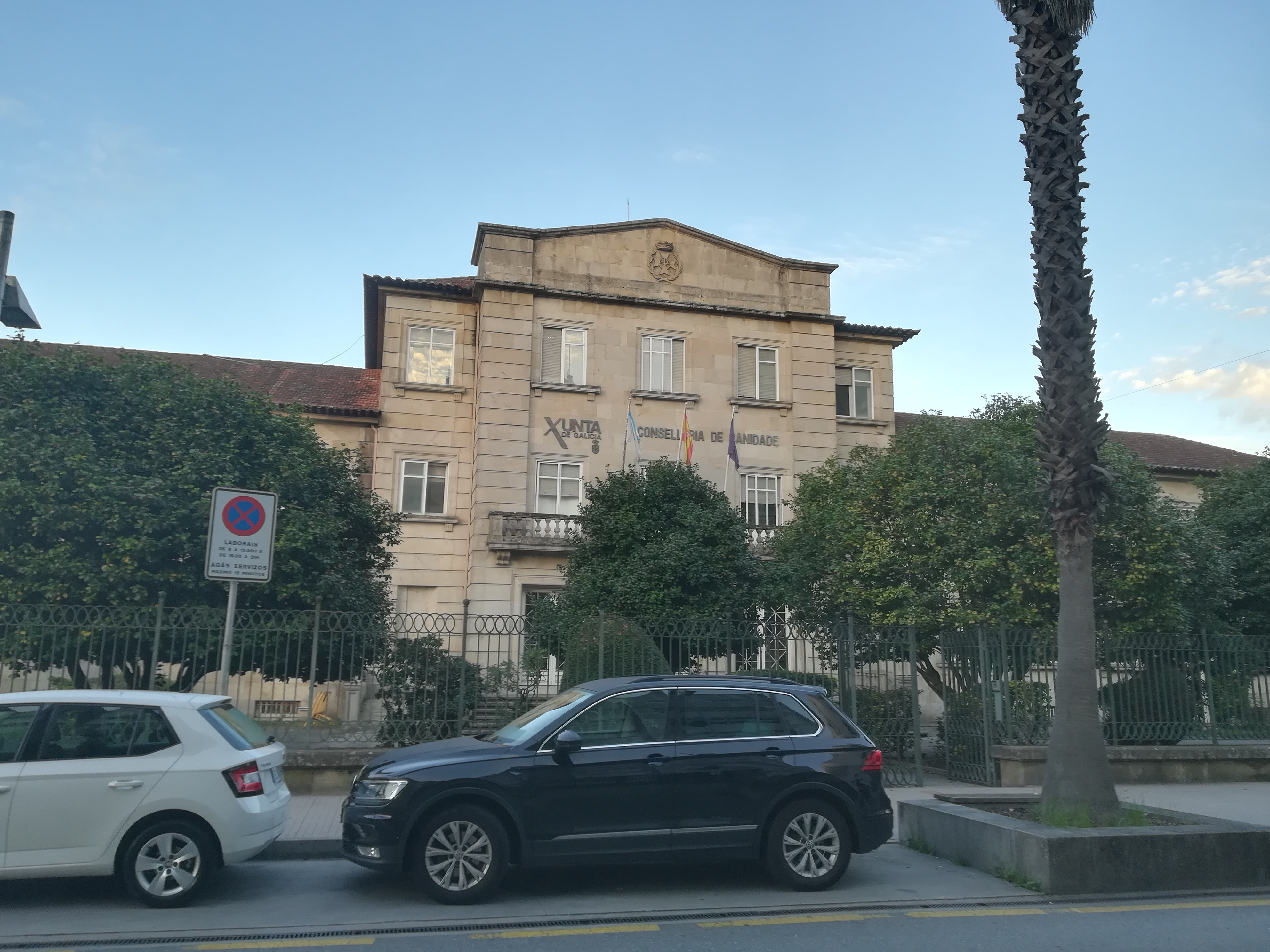
Gabinete de Saúde na Avenida de Vigo
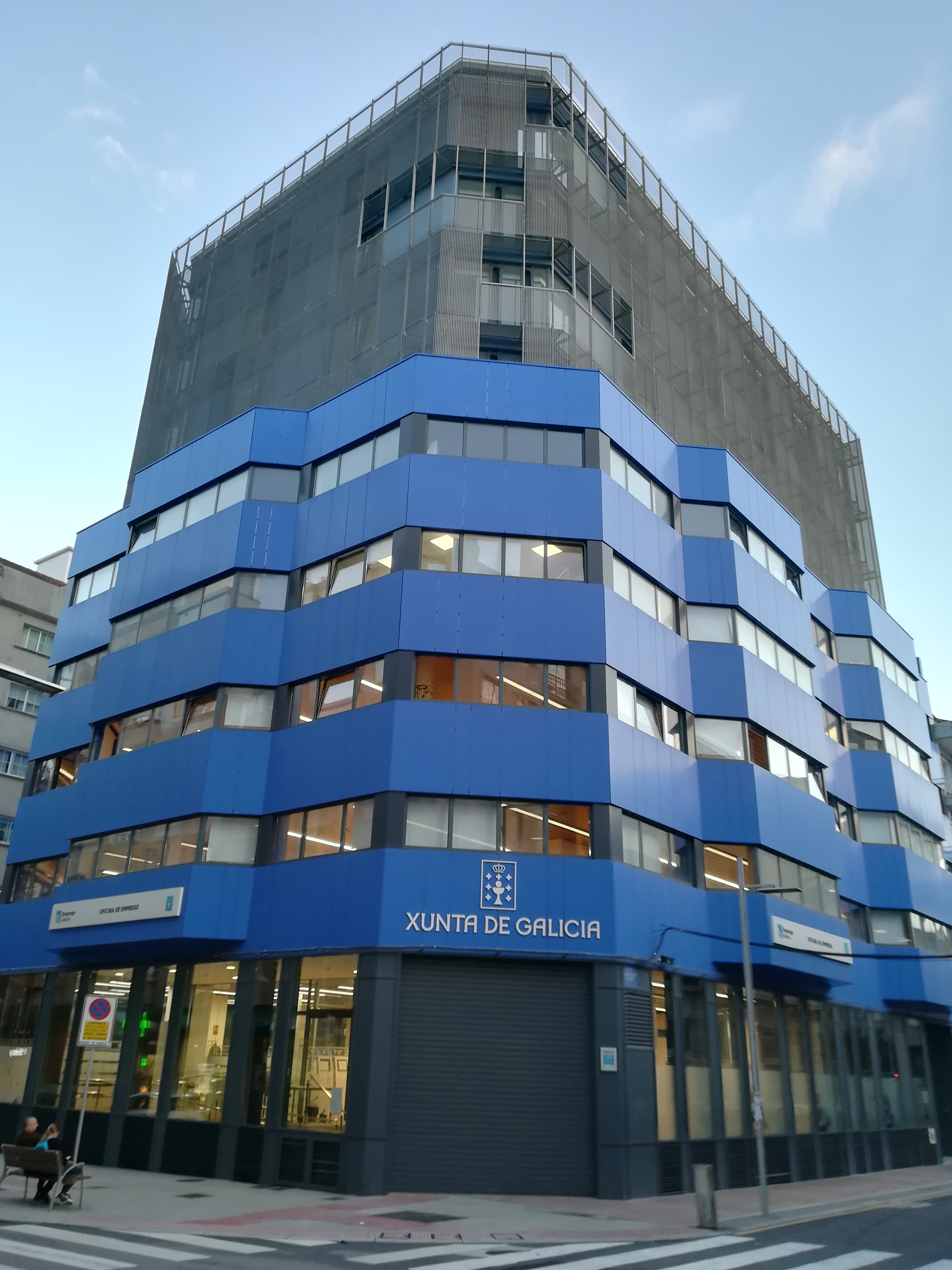
Edifício da Xunta de Galicia na rua Benito Corbal

### Artigos relacionados
- Manuel Gallego Jorreto
- Junta da Galiza